# Glaucocharis epiphaea
Glaucocharis epiphaea là một loài bướm đêm trong họ Crambidae.